# Osnovna šola Gradec
Osnovna šola Gradec je ena izmed osnovnih šol v Sloveniji. 
Nahaja se na Bevkovi ulici 3 v Litiji, sedanje poslopje pa je bilo zgrajeno leta 1977.